# Атанас Лазаров
Атанас Лазаров Шатев е български предприемач и общественик от първата половина на XX век, кмет на Плоски, Берово и Сандански. 

## Биография
Роден е на 18 септември 1900 година в село Црънча, Пазарджишко. Начално и средно образование получава в Пазарджик, а след това завършва Висшия земеделски институт в София, дипломирайки се като тютюнев експерт. След това животът му почти изцяло преминава в град Свети Врач (днес Сандански) и околията му. В 1927 година се жени за Йордана Тодорова Икономова, по произход от панагюрския възрожденски рид Икономови, учителка, по-късно директорка на светиврачката прогимназия. Имат три деца.
В периода 1924 – 1925 година Атанас Лазаров създава тютюневата кооперация „Свети Врач“ и е избран за неин директор. От 1937 до 1939 година е кмет на село Плоски, където под негово ръководство са построени две дъскорезници в местността „Еловото“. През 1940 година е назначен за кмет на град Берово, където остава до 1941 година. От 1 януари 1942 година до убийството му през септември 1944 година е кмет на Свети Врач. Заема се с оползотворяване на минералните води, с които изобилства градът. Построява открита лятна къпалня близо до болницата. Поради многостранните лечебни свойства на минералната вода местните жители започват да наричат новата баня с името „Мирото“, а славата на града като балнеолечебен център се разпространява.
При Деветосептемврийския преврат от 1944 година е арестуван и заедно с други световрачани, по устна заповед на пристигналия в града Антон Югов, на 23 септември е разстрелян край Латрово, Демирхисарско. Всички са заровени в обща яма и следите са заличени.
Въпреки че вече е убит и това е добре известно на властта, т. нар. „Народен съд“ на 26 март 1945 година го осъжда на доживотен затвор. На 8 юли 1946 година с протокол на Областния горноджумайски съд е обявен за безследно изчезнал.